# Dikvingergekko's
Dikvingergekko's (Pachydactylus) is een geslacht van hagedissen dat behoort tot de gekko's (Gekkota) en de familie Gekkonidae.

## Naam en indeling
De wetenschappelijke naam van de groep werd voor het eerst voorgesteld door Arend Friedrich August Wiegmann in 1834. De hagedissen werden eerder aan andere geslachten toegekend, zoals Lacerta, Tarentola en Stellio.
De dikvingergekko's worden vertegenwoordigd door 57 verschillende soorten, in de literatuur wordt vaak echter een lager soortenaantal aangegeven. De dikvingergekko's zijn een van de groepen waarvan er met enige regelmaat soorten wetenschappelijk worden beschreven. Voorbeelden zijn de pas in 2011 beschreven soorten Pachydactylus etultra en Pachydactylus maraisi uit Namibië. Ook zijn sommige soorten aan een ander geslacht toegewezen, zoals de soort Chondrodactylus bibronii, die vroeger ook tot het geslacht Pachydactylus werd gerekend. De woestijngekko staat voornamelijk bekend onder zijn oude wetenschappelijke naam Palmatogecko rangei.
De geslachtsnaam Pachydactylus betekent vrij vertaald 'dikke vingers'.

## Verspreiding en habitat
De gekko's komen voor in delen van zuidelijk Afrika en leven in de landen Zuid-Afrika, Lesotho, Congo-Brazzaville, Congo-Kinshasa, Botswana, Namibië, Zimbabwe, Mozambique, Malawi, Zambia en Angola. De habitat bestaat uit droge tropische en subtropische scrublands, droge savannen, graslanden, zowel hete als koude woestijnen en rotsige omgevingen.

## Beschermingsstatus
Door de internationale natuurbeschermingsorganisatie IUCN is aan alle 57 soorten een beschermingsstatus toegewezen. Van de hagedissen worden er 56 beschouwd als 'veilig' (Least Concern of LC) en de soort Pachydactylus maraisi wordt gezien als 'gevoelig' (Near Threatened of NT).

## Soorten
Het geslacht omvat de volgende soorten, met de auteur en het verspreidingsgebied.
| Naam                                 | Auteur                                   | Verspreidingsgebied                                                                                              |
| ------------------------------------ | ---------------------------------------- | --- |
| Pachydactylus acuminatus             | FitzSimons, 1941                         | Namibië |
| Pachydactylus affinis                | Boulenger, 1896                          | Zuid-Afrika, Zimbabwe                                                                                            |
| Pachydactylus amoenus                | Werner, 1910                             | Zuid-Afrika |
| Pachydactylus angolensis             | Loveridge, 1944                          | Angola |
| Pachydactylus atorquatus             | Bauer, Barts & Hulbert, 2006             | Zuid-Afrika |
| Pachydactylus austeni                | Hewitt, 1923                             | Zuid-Afrika |
| Pachydactylus barnardi               | FitzSimons, 1941                         | Zuid-Afrika, Namibië                                                                                             |
| Pachydactylus bicolor                | Hewitt, 1926                             | Namibië |
| Pachydactylus boehmei                | Bauer, 2010                              | Namibië |
| Pachydactylus capensis               | Smith, 1846                              | Zuid-Afrika, Lesotho, Congo-Brazzaville, Congo-Kinshasa, Botswana, Namibië, Zimbabwe, Mozambique, Malawi, Zambia |
| Pachydactylus caraculicus            | FitzSimons, 1959                         | Angola, Namibië                                                                                                  |
| Pachydactylus carinatus              | Bauer, Lamb & Branch, 2006               | Zuid-Afrika, Namibië                                                                                             |
| Pachydactylus etultra                | Branch, Bauer, Jackman & Heinicke, 2011  | Namibië |
| Pachydactylus fasciatus              | Boulenger, 1888                          | Namibië |
| Pachydactylus formosus               | Smith, 1849                              | Zuid-Afrika, Namibië, Botswana                                                                                   |
| Pachydactylus gaiasensis             | Steyn & Mitchell, 1967                   | Namibië |
| Pachydactylus geitje                 | Sparrman, 1778                           | Zuid-Afrika |
| Pachydactylus griffini               | Bauer, Lamb & Branch, 2006               | Namibië |
| Pachydactylus haackei                | Branch, Bauer & Good, 1996               | Zuid-Afrika, Namibië                                                                                             |
| Pachydactylus katanganus             | De Witte, 1953                           | Congo-Kinshasa, Malawi                                                                                           |
| Pachydactylus kladaroderma           | Branch, Bauer & Good, 1996               | Zuid-Afrika |
| Pachydactylus kobosensis             | FitzSimons, 1938                         | Namibië |
| Pachydactylus kochii                 | V. FitzSimons, 1959                      | Zuid-Afrika, Namibië                                                                                             |
| Pachydactylus labialis               | FitzSimons, 1938                         | Zuid-Afrika |
| Pachydactylus latirostris            | Hewitt, 1923                             | Zuid-Afrika |
| Pachydactylus macrolepis             | FitzSimons, 1939                         | Zuid-Afrika |
| Pachydactylus maculatus              | Gray, 1845                               | Zuid-Afrika, Swaziland                                                                                           |
| Pachydactylus maraisi                | Heinicke, Adderly, Bauer & Jackman, 2011 | Namibië |
| Pachydactylus mariquensis            | Smith, 1849                              | Zuid-Afrika, Namibië                                                                                             |
| Pachydactylus mclachlani             | Bauer, Lamb & Branch, 2006               | Namibië |
| Pachydactylus monicae                | Bauer, Lamb & Branch, 2006               | Zuid-Afrika, Namibië                                                                                             |
| Pachydactylus montanus               | Methuen & Hewitt, 1914                   | Zuid-Afrika, Namibië                                                                                             |
| Pachydactylus namaquensis            | Sclater, 1898                            | Zuid-Afrika, Namibië                                                                                             |
| Pachydactylus oculatus               | Hewitt, 1927                             | Zuid-Afrika |
| Pachydactylus oreophilus             | McLachlan & Spence, 1967                 | Namibië, Angola                                                                                                  |
| Pachydactylus oshaughnessyi          | Boulenger, 1885                          | Zuid-Afrika, Zimbabwe                                                                                            |
| Pachydactylus otaviensis             | Bauer, Lamb & Branch, 2006               | Namibië |
| Pachydactylus parascutatus           | Bauer, Lamb & Branch, 2002               | Namibië |
| Pachydactylus punctatus              | Peters, 1854                             | Zuid-Afrika, Namibië, Angola, Mozambique, Botswana, Zambia, Congo-Kinshasa, Zimbabwe                             |
| Pachydactylus purcelli               | Boulenger, 1910                          | Zuid-Afrika, Namibië                                                                                             |
| Woestijngekko (Pachydactylus rangei) | Andersson, 1908                          | Zuid-Afrika, Namibië, Angola                                                                                     |
| Pachydactylus reconditus             | Bauer, Lamb & Branch, 2006               | Namibië |
| Pachydactylus robertsi               | FitzSimons, 1938                         | Namibië |
| Pachydactylus rugosus                | Smith, 1849                              | Zuid-Afrika, Angola, Namibië, Botswana                                                                           |
| Pachydactylus sansteynae             | Steyn & Mitchell, 1967                   | Namibië |
| Pachydactylus scherzi                | Mertens, 1954                            | Namibië, Angola                                                                                                  |
| Pachydactylus scutatus               | Hewitt, 1927                             | Angola, Zuid-Afrika, Namibië                                                                                     |
| Pachydactylus serval                 | Werner, 1910                             | Zuid-Afrika, Namibië                                                                                             |
| Pachydactylus tigrinus               | Van Dam, 1921                            | Zimbabwe, Zuid-Afrika, Botswana, Mozambique                                                                      |
| Pachydactylus tsodiloensis           | Haacke, 1966                             | Botswana |
| Pachydactylus vansoni                | FitzSimons, 1933                         | Zuid-Afrika |
| Pachydactylus vanzyli                | Steyn & Haacke, 1966                     | Namibië, Angola                                                                                                  |
| Pachydactylus visseri                | Bauer, Lamb & Branch, 2006               | Zuid-Afrika, Namibië                                                                                             |
| Pachydactylus wahlbergii             | Peters, 1869                             | Zuid-Afrika, Namibië, Botswana, Angola                                                                           |
| Pachydactylus waterbergensis         | Bauer & Lamb, 2003                       | Namibië |
| Pachydactylus weberi                 | Roux, 1907                               | Zuid-Afrika, Namibië                                                                                             |
| Pachydactylus werneri                | Hewitt, 1935                             | Namibië |